# Erik Nissen Viborg

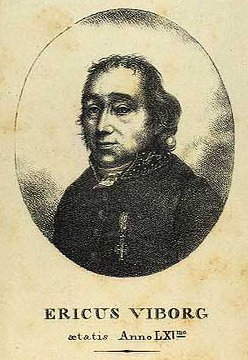

Erik Nissen Viborg (* 5. April 1759 im nordschleswigschen Bedsted (Tønder); † 25. September 1822 in Kopenhagen) war ein dänischer Tierarzt und Botaniker sowie Leiter der Königlichen Veterinär- und Landwirtschaftlichen Hochschule in Kopenhagen.

## Werk
Viborg wurde 1797 Professor für Botanik und Leiter des Botanischen Gartens. 1801 wechselte er in die Veterinärmedizin und führte die dänische tierärztliche Schule zu einer frühen Blütezeit.
Seine Monografie über Sandgewächse begeisterte den dänischen König so sehr, dass jedes dänische Amtshaus ein Exemplar zum öffentlichen Gebrauch erhielt. Die Gattung Wiborgia innerhalb der Schmetterlingsblütler wurde nach ihm benannt.
Sein wissenschaftliches Wirken in der Tiermedizin war insbesondere Schweinehaltung, -zucht und -krankheiten gewidmet. Darüber hinaus veröffentlichte er einige fundamentale Erkenntnisse zum Rotz und wies 1797 nach, dass es sich bei diesem um eine ansteckende Krankheit handelt.
1809 wurde er korrespondierendes Mitglied der Königlich Niederländischen Akademie der Wissenschaften, 1812 der Preußischen Akademie der Wissenschaften und 1814 der Académie des sciences.

## Schriften
- Beschreibung der Sandgewächse und ihrer Anwendung zur Hemmung des Flugsandes auf der Küste von Jütland. Proft, Kopenhagen 1789. (Digitalisat)
- Indledning til almindelig Naturkyndighed for Dyrlæger. (Handbuch der Naturlehre für Tierärzte), Brummer, 1802 (zusammen mit Peter Christian Abildgaard)
- Anleitung zur Erziehung und Benutzung des Schweins. Proft, Kopenhagen 1806. (Digitalisat)